# Sant Guiraud
Sant Guiraud (en francès Saint-Guiraud) és un municipi occità del Llenguadoc, situat al departament de l'Erau i a la regió d'Occitània].